# Geschützter Landschaftsbestandteil Leimecke
Der Geschützte Landschaftsbestandteil Leimcke mit 0,91 ha Flächengröße liegt nordwestlich von Berge im Stadtgebiet von Meschede im Hochsauerlandkreis. Das Gebiet wurde 2020 mit dem Landschaftsplan Meschede durch den Kreistag des Hochsauerlandkreises als Geschützter Landschaftsbestandteil (LB) erstmals ausgewiesen. Von 1994 bis 2020 war die heutige LB-Fläche Teil vom Landschaftsschutzgebiet Meschede. Heute grenzt westlich direkt das Landschaftsschutzgebiet Meschede an. Sonst ist der LB vom Landschaftsschutzgebiet Hobecke umgeben.

## Beschreibung
Beim LB handelt es sich um mageres, artenreiches Grünland an der nördlichen Talflanke der Leimecke mit einer rund 140 m lange und bis zu 15 m breiten Naturhecke sowie einigen kleineren Feldgehölzen. 
Der Landschaftsplan dokumentiert zu LB: „Damit erhalten die Gehölzstrukturen neben ihrer gliedernden und belebenden Wirkung im Landschaftsbild auch eine zumindest potenzielle Habitatfunktion für die Insekten- und Vogelfauna dieser Biotopstrukturen, zumal die südexponierte Lage und der trockene basenreiche Standort ihre Blütenvielfalt begünstigt.“

## Schutzgrund, Verbote und Gebote
Der Geschützte Landschaftsbestandteil Leimecke hat eine besondere Funktion für die Gliederung und Belebung des Landschaftsbildes bzw. des umgebenden Offenlandes. Laut Landschaftsplan kommt solchen Objekten in der Regel eine erhöhte Bedeutung als Bruthabitat für Hecken- und Gebüschbrüter zu. Wie alle LB im Landschaftsplangebiet ist dieses LB durch seinen eigenständigen Charakter deutlich von der sie umgebenden „normalen“ Wald- und Feld-Landschaft zu unterscheiden.
Wie bei allen LB ist es verboten diese zu beschädigen, auszureißen, auszugraben oder Teile davon abzutrennen oder auf andere Weise in seinem Wachstum oder Erscheinungsbild zu beeinträchtigen. Unberührt ist jedoch die ordnungsgemäße Pflege eines LB.
Das LB soll laut Landschaftsplan „durch geeignete Pflegemaßnahmen erhalten werden, solange der dafür erforderliche Aufwand in Abwägung mit ihrer jeweiligen Bedeutung für Natur und Landschaft gerechtfertigt ist.“